# Миллер, Алексей Ильич
Алексе́й Ильи́ч Ми́ллер (род. 4 сентября 1959, Москва) — советский и российский историк. Доктор исторических наук, профессор. Сын историка И. С. Миллера.

## Биография
В 1985 году защитил диссертацию на соискание учёной степени кандидата исторических наук по теме «Идеология и политика польского консервативного лагеря в монархии Габсбургов в 60 — 70-е годы» (специальность 07.00.03 — всеобщая история)
С 1993 года — приглашённый профессор Центрально-Европейского Университета (Будапешт).
В 2000 году защитил диссертацию на соискание учёной степени доктора исторических наук по теме «Украинский вопрос в политике властей Российской империи и в русском общественном мнении во второй половине 1850-х — начале 1880-х годов» (специальность 07.00.02 — отечественная история)
Профессор Европейского университета в Санкт-Петербурге. Также преподавал (преподаёт) в МГУ, РГГУ, Манчестерском университете, Варшавском университете и  Высшей школе социальных наук.
До 2014 года — ведущий научный сотрудник Института научной информации по общественным наукам РАН.

## Научные труды

### Монографии
- Миллер А. И. «Украинский вопрос» в политике властей и русском общественном мнении (вторая половина XIX века). — СПб.: Алетейя, 2000. — 270 с. — ISBN 5-89329-246-4. Архивировано 14 февраля 2010 года.
- Миллер А. И. Империя Романовых и национализм: эссе по методологии исторического исследования. — М.: НЛО, 2006. — 241 с. — (Historia Rossica). — ISBN 5-86793-435-7.
- Западные окраины Российской империи: монография / Л. А. Бережная и др. ; науч. ред. М. Долбилов, А. Миллер. — М.: НЛО, 2006. — 607 с. (Historia Rossica. Окраины Российской империи) ISBN 5-86793-425-X
- Миллер А. И. Нация, или Могущество мифа. — СПб.: Издательство Европейского университета в Санкт-Петербурге, 2016. — 145 с. — (Азбука понятий; вып. 2). — 1200 экз. — ISBN 978-5-94380-208-9.

### Статьи
- Исламов Т. М., Миллер А. И. Национализм в СССР и Восточной Европе // Общественные науки и современность. 1991. № 1. С. 105.
- Миллер А. И. Национализм как фактор развития // Общественные науки и современность. — 1992. — № 1.
- Миллер А. И. Образ Украины и украинцев в российской прессе после распада СССР // Политические исследования. 1996. № 2. С. 130-135.
- Миллер А. И. Образ России и русских в западноукраинской прессе // Политические исследования. — 1995. — № 3. — С. 124—132
- Миллер А. И. Национализм как теоретическая проблема (ориентация в новой исследовательской парадигме) // Политические исследования. 1995. № 6. С. 55-60.
- Миллер А. И. Авторитарный и тоталитарный опыт Центральной Европы // Мировая экономика и международные отношения. 1996. № 7.
- Миллер А. И. Украинофильство // Славяноведение. 1998. № 5. С. 28.
- Миллер А. И. Конфликт «идеальных отечеств» // Родина. 1999. № 8. С. 79.
- Миллер А. И. Тема Центральной Европы: история, современные дискурсы и место в них России // Новое литературное обозрение. 2001. № 6. С. 76.
- Миллер А. И. Тема Центральной Европы: история, современные дискурсы и место в них России // Новое литературное обозрение. 2001. № 52. С. 5.
- Миллер А. И. Русификации: классифицировать и понять // Ab imperio. 2002. № 2. С. 133-149.
- Миллер А. И. Несколько возражений М. В. Дмитриеву // Вопросы истории. 2003. № 2. С. 168.
- Миллер А. И. Российская империя, ориентализм и процессы формирования наций в Поволжье// Ab imperio. 2003. № 3. С. 393-406.
- Миллер А. И. Дуализм идентичностей на Украине // Отечественные записки. 2007. № 1. С. 130.
- Миллер А. И. История, историческая политика и политизация истории в Польше, Украине и России // Отечественные записки. 2008. № 5. С. 94.
- Миллер А. И. Историческая политика и ее особенности в Польше, Украине и России // Отечественные записки. 2008. Т. 44. № 5. С. 66-75.
- Миллер А. И. О серии “Окраины российской империи” и об откликах Теда Викса и Александра Смоленчука на книгу “Западные окраины…” // Ab imperio. 2008. № 4. С. 358-364.
- Миллер А. И. «Народность» и «нация» в русском языке XIX века: подготовительные наброски к истории понятия // Российская история. 2009. № 1. С. 151-165.
- Котенко А. Л., Мартынюк О. В., Миллер А. И. «Малоросс»: эволюция понятия до Первой мировой войны // Новое литературное обозрение. 2011. № 108. С. 9-27.
- Миллер А. И. Лабиринты исторической политики // Россия в глобальной политике. 2011. Т. 9. № 3. С. 49-62.
- Миллер А. И. Вызов из прошлого // Россия в глобальной политике. 2011. Т. 9. № 5. С. 18-32.
- Миллер А. И. История понятия «нация» в России // Отечественные записки. 2012. № 1 (46). С. 162-186.
- Колеров М. А., Миллер А. И. Нация и национализм в Восточной Европе: опыт и перспективы. Беседа // Отечественные записки. 2012. № 1 (46). С. 187-203.
- Воронович А., Миллер А. И. Советская национальная политика. Идеология и практики. 1945-1953 / Сост.: Л. П. Кошелёва, О. В. Хлевнюк (ОТВ. СОСТ.), В. Дённингхаус, Дж. Кадио, М. Ю. Прозуменщиков, Л. А. Роговая, А. Е. Свенцицкая, Дж. Смит, Е. В. Шевелёва. М.: РОССПЭН, 2013. — 950 С. (Документы советской истории) // Вестник Российского гуманитарного научного фонда. 2014. № 3 (76). С. 270-274.
- Миллер А. И. «Лекарство от национального нарциссизма» // Россия в глобальной политике. 2015. Т. 13. № 5. С. 123-135.
- Миллер А. И., Лукьянов Ф. А. Отстранённость вместо конфронтации: постевропейская Россия в поисках самодостаточности // Россия в глобальной политике. 2016. Т. 14. № 6. С. 8-27.
- Вишневский А. Г., Кара-Мурза А. А., Лосев А. В., Малашенко А. В., Межуев Б. В., Миллер А. И., Ремизов М. В., Рыжков В. А., Хайретдинов Д. З., Ярлыкапов А. А., Лукьянов Ф. А. Между империей и нацией // Россия в глобальной политике. 2017. Т. 15. № 1. С. 195-205.
- Миллер А. И., Лукьянов Ф. Сдержанность вместо напористости // Россия в глобальной политике. 2017. Т. 15. № 4. С. 104-122.
- Миллер А. И. Россия — Украина: история взаимоотношений // РАН, Ин-т славяноведения; Ин-т «Открытое общество»; Отв. Ред.: А. И. Миллер, В. Ф. Репринцев, Б. Н. Флоря. — М.: Языки русской культуры, 1997.

### Научная редакция
- Историческая политика в XXI веке: сборник статей / Под ред. А. Миллера, М. Липман. — М.: Новое литературное обозрение, 2012. — 648 с. ISBN 978-5-86793-968-7 ISSN 18157912
- Nationalizing Empires. Ed.Stefan Berger, Alexei Miller. CEU-Press, 2015.
- Политика памяти в современной России и странах Восточной Европы. Акторы, институты, нарративы. Коллективная монография под ред. А.И. Миллера и Д.В. Ефременко. СПб: Издательство Европейского университета, 2020. – 632 с.